# Fimbulvet
En la mitologia nòrdica, el Fimbulvet o Fimbulvinter (en norrè Fimbulvetr «el Gran Hivern») és el preludi immediat del Ragnaroc, la fi del món nòrdic.
Segons es relata a Gylfaginning a l'Edda prosaica, aquests hiverns són seguits un darrere l'altre, sense estius intermedis. Per a aquest temps la neu vindrà de totes direccions i es predeien batalles interminables entre els homes, on molts moririen.
El món s'omplirà de conteses, fins i tot amb lluites en el si de les famílies, el que talla el cor del pensament nòrdic. Els vincles ètics es dissoldran. Tindrà lloc: 
Els germans lluitaran, | i es donaran mort entre ells,
i els fills de les germanes | tacaran els parentius;
Dura serà la terra, | amb gran adulteri.
Una era de destrals, una era d'espases, | d'escuts destruïts
una era de vents, una era de llops, | abans que el món es ensorrament;
Ni els homes | es respectaran entre ells.
Völuspá, estrofa 45, Edda poètica
El prefix "fimbul-» significa «el més gran», «gegant». El significat original de «Vetra» és «hivern» (equivalent a Vinter en els  idiomes escandinaus continentals moderns winter en anglès i alemany). Està relacionat també amb el vocable nòrdic antic «veðr», «tempesta» o «clima tempestuós» (i amb les equivalències modernes per «clima» en els  idiomes germànics: vadera suec, Wetteren alemany, weatheren anglès). És així el Fimbulvetr significa «el més gran hivern».
En països del nord d'Europa, com Suècia, Dinamarca i Noruega, el terme fimbulvinter és usat col·loquialment per referir-se a un hivern especialment cru.
Hi ha hagut diverses especulacions sobre si aquest mite en particular té alguna connexió amb el canvi climàtic que va passar en els països nòrdics al final de l'Edat de Bronze nòrdica, al voltant del  650 aC Abans d'això els països nòrdics tenien un clima una mica més temperat.